# Le Fidelaire
Le Fidelaire település Franciaországban, Eure megyében. Lakosainak száma 1016 fő (2022. január 1.). Le Fidelaire Les Baux-de-Breteuil, La Ferrière-sur-Risle és La Vieille-Lyre községekkel határos.

## Népesség
A település népességének változása:
| Lakosok száma | 727  | 680  | 690  | 930  | 1004 | 1025 | 1024 | 1017 | 1013 | 1016 |
|               | 1968 | 1982 | 1990 | 2006 | 2013 | 2015 | 2017 | 2019 | 2020 | 2022 |